# Liga Leumit 1959-1960
La Liga Leumit 1959-1960 è stata la 20ª edizione della massima serie del campionato israeliano di calcio.
Presero parte al torneo 12 squadre, che si affrontarono in un girone all'italiana con partite di andata e ritorno. Per ogni vittoria si assegnavano due punti e per il pareggio un punto.
L'ultima classificata sarebbe stata retrocessa in Liga Alef, mentre da quest'ultima sarebbe stata promossa la prima classificata.
L'Hapoel Petah Tiqwa si confermò campione nazionale, vincendo il titolo per la terza volta, la seconda consecutiva.
Capocannoniere del torneo fu Rafi Levi, del Maccabi Tel Aviv, con 19 goal.

## Squadre partecipanti
| Club                | Città       |
| ------------------- | ----------- |
| Beitar Tel Aviv     | Tel Aviv    |
| Bnei Yehuda         | Tel Aviv    |
| Hapoel Gerusalemme  | Gerusalemme |
| Hapoel Haifa        | Haifa       |
| Hapoel Petah Tiqwa  | Petah Tiqwa |
| Hapoel Ramat Gan    | Ramat Gan   |
| Hapoel Tel Aviv     | Tel Aviv    |
| Maccabi Giaffa      | Giaffa      |
| Maccabi Haifa       | Haifa       |
| Maccabi Netanya     | Netanya     |
| Maccabi Petah Tiqwa | Petah Tiqwa |
| Maccabi Tel Aviv    | Tel Aviv    |

## Classifica finale
|                     | Pos. | Squadra             | Pt | G  | V  | N  | P  | GF | GS | DR  |
| ------------------- | ---- | ------------------- | -- | -- | -- | -- | -- | -- | -- | --- |
| Campione di Israele | 1.   | Hapoel Petah Tiqwa  | 31 | 22 | 14 | 3  | 5  | 65 | 29 | +36 |
|                     | 2.   | Maccabi Tel Aviv    | 30 | 22 | 12 | 6  | 4  | 52 | 35 | +17 |
|                     | 3.   | Hapoel Haifa        | 26 | 22 | 10 | 6  | 6  | 46 | 24 | +22 |
|                     | 4.   | Hapoel Gerusalemme  | 25 | 22 | 9  | 7  | 6  | 28 | 27 | +1  |
|                     | 5.   | Maccabi Haifa       | 24 | 22 | 7  | 10 | 5  | 42 | 30 | +12 |
|                     | 6.   | Hapoel Tel Aviv     | 24 | 22 | 10 | 4  | 8  | 26 | 23 | +3  |
|                     | 7.   | Bnei Yehuda         | 19 | 22 | 9  | 1  | 12 | 34 | 51 | -17 |
|                     | 8.   | Maccabi Netanya     | 19 | 22 | 8  | 3  | 11 | 30 | 47 | -17 |
|                     | 9.   | Maccabi Petah Tiqwa | 17 | 22 | 6  | 5  | 11 | 25 | 38 | -13 |
|                     | 10.  | Beitar Tel Aviv     | 17 | 22 | 6  | 5  | 11 | 14 | 26 | -12 |
|                     | 11.  | Maccabi Giaffa      | 16 | 22 | 5  | 6  | 11 | 23 | 36 | -13 |
|                     | 12.  | Hapoel Ramat Gan    | 16 | 22 | 7  | 2  | 13 | 31 | 50 | -19 |

## Verdetti
- Hapoel Petah Tiqwa campione di Israele 1959-1960
- Hapoel Ramat Gan retrocesso in Liga Alef 1960-1961
- Shimshon Tel Aviv promosso in Liga Leumit 1960-1961